# Костел Святого Станіслава Костки (Колодіївка)
Костел Святого Станіслава Костки в Колодіївці — римсько-католицька церкви в селі Колодіївці Тернопільської области України.

## Відомості
- 1907 — збудовано мурований філіальний костел, який освятили 1913 року.
- 1908 — засновано парафіяльну експозитуру, яка згодом стала парафією. За радянської влади святиню знищили (нині — на його місці розташована скульптура Матері Божої). З настання незалежности римо-католики ходили на відправу до приватного будинку та колгоспної контори.
- 24 грудня 1991 — зареєстровано місцеву парафію.
- 1993—1998 — римсько-католицькою громадою споруджено новий храм (1995 року єпископом Маркіяном Трофим'яком освячено наріжний камінь), який в 1998 році освятив архієпископ Мар'ян Яворський.
- 2000 — єпископом Станіславом Падевським освячено новозбудований парафіяльний будинок.